# Thennelières
Thennelières és un municipi francès situat al departament de l'Aube i a la regió del Gran Est. L'any 2007 tenia 329 habitants.

## Demografia

### Població
El 2007 la població de fet de Thennelières era de 329 persones. Hi havia 130 famílies de les quals 28 eren unipersonals (12 homes vivint sols i 16 dones vivint soles), 43 parelles sense fills, 51 parelles amb fills i 8 famílies monoparentals amb fills.
La població ha evolucionat segons el següent gràfic:
Habitants censats

### Habitatges
El 2007 hi havia 136 habitatges, 129 eren l'habitatge principal de la família, 4 eren segones residències i 3 estaven desocupats. 133 eren cases i 2 eren apartaments. Dels 129 habitatges principals, 114 estaven ocupats pels seus propietaris, 12 estaven llogats i ocupats pels llogaters i 3 estaven cedits a títol gratuït; 1 tenia una cambra, 3 en tenien dues, 11 en tenien tres, 32 en tenien quatre i 82 en tenien cinc o més. 97 habitatges disposaven pel capbaix d'una plaça de pàrquing. A 42 habitatges hi havia un automòbil i a 71 n'hi havia dos o més.

### Piràmide de població
La piràmide de població per edats i sexe el 2009 era:
| Homes | Edats   | Dones |
| ----- | ------- | ----- |
| 0     | 95 o +  | 0     |
| 0     | 90 a 94 | 4     |
| 8     | 85 a 89 | 4     |
| 0     | 80 a 84 | 4     |
| 4     | 75 a 79 | 0     |
| 4     | 70 a 74 | 4     |
| 8     | 65 a 69 | 8     |
| 4     | 60 a 64 | 4     |
| 8     | 55 a 59 | 8     |
| 24    | 50 a 54 | 12    |
| 4     | 45 a 49 | 16    |
| 8     | 40 a 44 | 12    |
| 12    | 35 a 39 | 12    |
| 4     | 30 a 34 | 8     |
| 8     | 25 a 29 | 8     |
| 4     | 20 a 24 | 0     |
| 8     | 15 a 19 | 4     |
| 0     | 10 a 14 | 4     |
| 16    | 5 a 9   | 4     |
| 4     | 0 a 4   | 12    |

## Economia
El 2007 la població en edat de treballar era de 204 persones, 159 eren actives i 45 eren inactives. De les 159 persones actives 153 estaven ocupades (75 homes i 78 dones) i 6 estaven aturades (3 homes i 3 dones). De les 45 persones inactives 22 estaven jubilades, 13 estaven estudiant i 10 estaven classificades com a «altres inactius».

### Ingressos
El 2009 a Thennelières hi havia 137 unitats fiscals que integraven 360 persones, la mediana anual d'ingressos fiscals per persona era de 20.044 €.

### Activitats econòmiques
Dels 12 establiments que hi havia el 2007, 3 eren d'empreses de construcció, 3 d'empreses de comerç i reparació d'automòbils, 3 d'empreses de transport, 1 d'una empresa d'hostatgeria i restauració, 1 d'una empresa immobiliària i 1 d'una empresa de serveis.
Dels 4 establiments de servei als particulars que hi havia el 2009, 1 era un paleta, 2 electricistes i 1 restaurant.
L'any 2000 a Thennelières hi havia 6 explotacions agrícoles que ocupaven un total de 594 hectàrees.

## Equipaments sanitaris i escolars
El 2009 hi havia una escola elemental integrada dins d'un grup escolar amb les comunes properes formant una escola dispersa.

## Poblacions més properes
El següent diagrama mostra les poblacions més properes.